# Relations entre la Lituanie et le Royaume-Uni
Les relations entre la Lituanie et le Royaume-Uni sont établies le 27 août 1991 après la reconnaissance de l'indépendance de la Lituanie vis-à-vis de l'URSS par le Royaume-Uni. Le Royaume-Uni n'a jamais reconnu l'annexion des États baltes par l'URSS. Le Royaume-Uni a une ambassade à Vilnius et un consulat honoraire à Klaipėda tandis que la Lituanie a une ambassade à Londres et cinq consulats honoraires (en Irlande du Nord, dans le comté de Northumberland, en Écosse, au pays de Galles et dans les Midlands de l'Ouest).
Environ 100 000 citoyens d'origine lituanienne vivent au Royaume-Uni. Les deux États sont membres de l'Organisation du traité de l'Atlantique nord (OTAN) et de l'Union européenne.
En 2006, la reine Élisabeth II a visité la Lituanie dans le cadre d'une visite historique dans les pays baltes.